# Guido Guerrini
Guido Guerrini (Faenza, 12 settembre 1890 – Roma, 13 giugno 1965) è stato un compositore italiano.

## Biografia
Figlio di Pietro e di Antonietta Santucci, si avvicinò alla musica grazie agli insegnamenti del padre.
Studiò dapprima al ginnasio e successivamente al Liceo Musicale bolognese sotto la guida di Busoni e di Torchi per la composizione. 
Esordì come violinista e maestro nei teatri bolognesi. 
Nel primo dopoguerra intraprese l'insegnamento, dal 1920 al 1924 a Bologna al liceo musicale, dal 1925  al Conservatorio di Parma per la composizione, invece dal 1929 si trasferì a Firenze per lo stesso incarico al Conservatorio e dal 1948 a Bologna condusse nuovamente il Liceo Musicale; dal 1950, invece si spostò a Roma sempre nel ruolo di direttore del Conservatorio.
Nel 1922 si sposò con Emilia Putti, nipote dello scrittore Enrico Panzacchi, e dalla loro unione nacque Vittoria Guerrini (1923-1977), poetessa, traduttrice e saggista, nota con lo pseudonimo di Cristina Campo.
Dal 1931 al 1933 organizzò il Maggio Musicale Fiorentino e nel 1942 ricevette il premio dell'Accademia d'Italia per la Missa pro defunctis composta in memoria di Guglielmo Marconi.
Negli anni successivi fu arrestato e recluso nel campo di concentramento in provincia di Terni, dove proseguì la sua attività compositiva.
Nel 1951 fondò il Collegio di musica al Foro italico, promosse l'Associazione giovanile musicale (AGIMUS) e dall'anno seguente diresse l'Orchestra da camera di Roma. 
Nel 1955 fu premiato con la medaglia d'argento al merito dell'arte e della scuola. Fu membro di numerose accademie e del Consiglio superiore delle belle arti (1952-1958).
Come compositore si caratterizzò per una brillante vena melodica e per un'orchestrazione raffinata che evidenziò in tutti i generi musicali, dalla musica da camera alle colonne sonore cinematografiche, dalle sinfonie alla musica sacra.
Ha composto opere teatrali (Zalebi del 1913, L'Arcangelo del 1949 al Teatro Comunale di Bologna diretta da Oliviero De Fabritiis con Gino Penno, Piero Guelfi e Tancredi Pasero), musiche orchestrali e da camera (Visioni dell'antico Egitto), poemi sinfonici, Suite, danze, sonate, Messa a due voci, Trio, Quartetti e Quintetti.
Collaborò, nel ruolo di critico, con importanti riviste musicali, tra le quali menzioniamo la Rassegna musicale e si distinse come saggista.
Tra le sue pubblicazioni, annoveriamo: Trattato di armonia, Appunti di Strumentazione, Storia degli strumenti musicali.

## Concerti sinfonici RAI
- Guido Guerrini dirige l'orchestra stabile dell'Accademia Nazionale di Santa Cecilia al Teatro Argentina il 23 dicembre 1954.

## Opere principali
- Zalebi (1913)
- L'arcangelo o L'isola di Finale, opera in tre atti, 1930;

### Musica sacra
- Messa in onore della Madonna, per coro a due voci, archi e organo, 1917;
- Il pianto della Madonna, per soli, coro e orchestra, 1931;
- Missa secunda, per coro a tre voci dispari, orchestra e organo, 1936;
- Il lamento di Job, per basso, archi, pianoforte, 1938;
- La città beata, cantata da camera per basso, coro femminile e orchestra da camera, 1942;
- La città perduta, cantata biblica, per mezzosoprano, basso, coro e orchestra, 1942;
- Nugae sacrae, nove pezzi per coro a due voci e organo o armonium, 1943;
- Missa tertia, per coro a tre voci e organo, 1944;

### Musica sinfonica
- La cetra d'Achille, poema sinfonico, 1913;
- Concerto, per violoncello e orchestra, 1914;
- Visioni dell'antico Egitto, due quadri sinfonici, 1919;
- L'ultimo viaggio di Odisseo, poema sinfonico, 1921;
- Sonata da camera, per orchestra, 1925;
- Trifons, tema con due derivazioni per orchestra, 1932;
- Due tempi di concerto, per pianoforte e orchestra, 1936;
- Sette variazioni sopra una sarabanda di Corelli, per archi e pianoforte, 1940;
- Tema con variazioni, per pianoforte e orchestra, 1942;

### Musica da camera
- Le fiamme sull'altare, trittico per soprano, doppio quintetto d'archi e due arpe, 1919;
- Sonata, per violino e pianoforte, 1921;
- Tre quartetti, per archi, 1920, 1922, 1959;
- Due trii, per violino, violoncello e pianoforte, 1920, 1925;
- Sonata, per violoncello e pianoforte, 1925;
- Quintetto, per archi e pianoforte, 1927;
- 13 studi, per violoncello solo, 1959;
- Quintetto, per archi, 1950.[1][2]